# مانلیف گودبادی
 مانلیف گودبادی (انگلیسی: Manliffe Goodbody؛ ۲۰ نوامبر ۱۸۶۸ – ) یک تنیس‌باز اهل بریتانیا بود.
گودبادی در طول جنگ جهانی اول به عنوان مسافر در کشتی اس‌اس ساسکس که در ۲۴ مارس ۱۹۱۶ توسط یک زیردریایی آلمانی در کانال مانش مورد اصابت اژدر قرار گرفت، درگذشت.  او در سال ۱۹۰۴ ازدواج کرد و از او همسر، یک پسر و یک دختر به یادگار ماند.